# Enlilnirari
Enlilnirari o Enlil-nērāru va ser rei d'Assíria. Era fill i successor d'Aixurubal·lit I, segons la Llista dels reis d'Assíria. Va regnar d'entre el 1330 aC/1317 aC al 1320 aC/1310 aC, segons les diverses cronologies. El seu govern hauria durant uns deu anys.
Segons la Història sincrònica (un text babiloni del segle viii aC que fa referència a les relacions entre Babilònia i Assíria durant la dominació cassita) el rei Kurigalzu II es va enfrontar a Enlilnirari; sembla que els assiris haurien continuat l'expansió cap al sud-est en direcció a Elam. Llavors les forces babilònies van atacar Assíria, però van ser rebutjats a Sugagu, uns quilòmetres al sud d'Assur, prop del Tigris, batalla on Enlilnirari hauria mort. El va succeir el seu fill Arikdenili.